# Admington
Admington ist ein Dorf und Civil parish im Distrikt Stratford-on-Avon in der englischen Grafschaft Warwickshire. Der Name Admington bedeutet „Grund verbunden mit einem Mann namens Æthelhelm“, und im Domesday Book ist der Ort als Edelmintone verzeichnet. Bis zum 31. März 1931 gehörte der Ort zur Grafschaft Gloucestershire.

## Geographie
Der Ort liegt 2,8 km nordwestlich von Ilmington und 8,9 km nordöstlich von Chipping Campden. In der Nähe liegen auch Whitchurch (2,3 km nordöstlich) und Quinton (2 km östlich).
| Long Marston 5 km  | Wimpstone 3 km                              | Ettington 7 km        |
| Quinton 2 km       | Kompassrose, die auf Nachbargemeinden zeigt | Newbold on Stour 5 km |
| Hidcote Boyce 5 km | Ilmington 3 km                              | Darlingscott 5 km     |

Der Parish hat eine Fläche von 997 Acre (etwa 403 Hektar).
Admington verfügt über die Admington Hall, ein Landhaus aus dem 17. Jahrhundert mit Fassade aus dem 18. Jahrhundert, doch teilt sich Admington mit Quinton die dortige Village Hall.
Der Zensus 2001 ergab eine Bevölkerung von 100 Einwohnern. Die nächste Mittelstadt ist Stratford-upon-Avon.

## Belege
1. ↑  Dictionary Definition - Admington
2. ↑  Eintrag Admington im Domesday Book
3. ↑  J. H. F. Brabner: The Comprehensive Gazetteer of England and Wales, 1894-5. Routledge, 1997, ISBN 978-0-415-16095-7 (englisch, google.com).
4. ↑  Our Warwickshire